# زيفيروس
زفير أو زيفيروس هو أحد الآلهة في الميثولوجيا والدين اليونانيين، (باليونانية القديمة: Ζέφυρος، بأحرفٍ رومانية: Zéphuros، الترجمة الحرفية، «الريح الغربية»)، ويعني كذلك في الإنجليزية، الإله وتجسيد الرياح الغربية، وهو أحد آلهة الرياح العديدة، الأنومي. هو ابن الإلهة إييوس، إلهة الفجر، وزوجها الإله آسترايوس. إن زفير هو ألطف أنواع الرياح وأكثرها ملائمة، يرتبط كذلك بالأزهار والربيع وحتى بالإنجاب. يُقدّم زفير في الأساطير على أنه النسيم الرقيق، وهو معروف بحبه للأمير الإسبارطي هياكينث، ولكنه حب من طرف واحد. على الرغم من أن زفير والإله بورياس، أبرز آلهة الريح، إلا أن دورهما في الأساطير محدود نسبيًا.
حظي زفير، كما إخوته، خلال العصور الوسطى، بعبادة قليلة بسيطة مقارنة بالآلهة الأخرى، لاسيما وقد طغت عليهم الآلهة الأكثر أهمية مثل الأولمبيون الاثنا عشر. إلا أنه عُثر على آثار لهذه العبادة في أثينا الكلاسيكية والمناطق المحيطة ودول المدن، حيث كانت مشتركة عادةً مع عبدة آلهة الرياح الأخرى.
نظير هذا الإله في الميثولوجيا والدين الرومانيين، هو الإله فاونيوس.

## الاصطلاح
إن الاسم اليوناني القديم ζέφυρος، يعني الرياح التي تهب من الغرب. ويشار إلى هذا الاسم في اليونانية الميسينية بكلمة ze-pu2-ro، التي تدل على شكل هليني أولي من Dzépʰuros. نعثر على إشارة إضافية للإله وعبادته كجزء من الأنومي في شكل الكلمة a-ne-mo-i-je-re-ja، أي «كاهنة الرياح»، الموجودة في ألواح الموقع الأثري كنوسوس KN Fp 1 و KN Fp 13.
رُبط زفير تقليديًا بكلمة ζόφος (zóphos) التي تعني «الظلام» أو «الغرب». ورُبطت الكلمتين بدورهما بالجذر الهندي الأوروبي الأولي *(h₃)yebʰ-، الذي يعني «الولوج، الاختراق» ( وعليه تعني الكلمة المشتقة منه οἴφω (oíphō)، «ممارسة الجنس»).
من الممكن أن يكون أصل الكلمة أيضًا ما قبل يوناني، على الرغم من أن عالِم اللغات (روبرت بيكس) غير متأكد من ذلك في الحالتين. استُخدم اسم زفير ومشتقاته المختلفة بمعنى «الغربي»، نظرًا لما يشير إليه معناه كريح غربية، على سبيل المثال، المستعمرة اليونانية (لوكري) الواقعة في جنوب إيطاليا، غرب اليونان.

## العائلة

### الأبوان
زفير، مثل بقية آلهة الريح، أنومي (بورياس وإيوروس ونوتس)، يقال إنهم أبناء إييوس، إلهة الفجر، من زوجها وقريبها من الدرجة الأولى، آسترايوس، وهو إله أدنى مرتبط بالنجوم. يطلق الشاعر أوفيد على الأشقاء الأربعة هؤلاء لقب «الأشقاء الآسترايين» إشارة إلى أصل أبوتهم. وبالتالي فإن زفير هو شقيق أيضًا لبقية أولاد إييوس وآسترايوس، وهم آلهة النجوم الخمسة (آسترا بلانيتا) وآلهة العدالة آستريا. من بين إخوته غير الأشقاء الفانين، ميمنون وإيماثيون، أبناء أمه إييوس من أمير طروادة تيثونوس. لكن الكاتب المسرحي الأثيني إسخيلوس، كتب في مسرحيته أجاممنون في القرن الخامس قبل الميلاد، أن زفير هو ابن الإلهة غايا (الأرض الأم) بدلًا من إلهة الفجر إييوس، (أما الأب، إذا كان موجودًا في الأصل، فلم يُذكر اسمه).

### أزواج وذراري
في التقاليد اليونانية، أصبح زفير زوجًا لإيريس، إلهة قوس قزح ومبعوثة الآلهة. وفقًا لنونوس، وهو شاعر في أواخر العصور الوسطى، أصبح الزوجان أبوين لبوثاس، إله الرغبة، أما وفقًا لألكايوس من ميتيليني (شاعر من القرن السادس قبل الميلاد من جزيرة لسبوس)، فهما أبوان لإيروس أيضًا، على الرغم من أنه معروف أكثر بأنه ابن آريس وأفروديت. في نفس السياق، يوصف زفير بامتلاكه شعرًا ذهبيًا.
أصبح زفير مع الهاربيز بودراج (التي هي أخت إيريس) أبًا لبالوس وأوكسونتس، الخيلين السريعين الناطقين اللذين أعطيا لأخيل، وذلك حين تزاوج معها بينما كانت ترعى في مرج بالقرب من ضفاف المحيط، متخفية بهيئة فرس. يقول كوينتس سميرنايوس أيضًا، أن زفير أنجب آريون، الحصان الناطق، من هاربي ما. وكما هو الأمر في حالة إيروس، فإن النسب الأكثر شيوعًا لأريون مختلف، ويعود في هذه الحالة للأولمبيين ديميتر وبوسيدون.
في بعض المصادر، كان لزفير ابن يدعى كاربوس («فاكهة»)، أنجبه من الحورية هورا، ومات غرقًا في نهر بيك مندريس عندما ساقت الرياح موجة في مواجهته تمامًا، ما دفع حبيبه كالاموس إلى اليأس، فلجأ إلى الانتحار. وفقًا لبسيدو- أوبيان أصبح زفير أيضًا والدًا للنمور بتزاوجه مع قرين لم يُذكر اسمه.

## ميثولوجيا

### الريح الغربية
إن زفير، إلى جانب شقيقه بورياس، اثنان من أبرز الأنومي؛ وكثيرًا ما يذكرهما الشعراء معًا، ونُظر إليهما إلى جانب شقيقٍ ثالث هو نوتوس (الرياح الجنوبية)، على أنهم ثلاثة أنواع من الرياح الفاعلة والمحببة (بينما نُظر إلى الرياح الشرقية، يوروس، على أنها نذير شؤم). إنهم آلهة الريح الثلاث الذين ذكرهم هسيودوس، بينما تجنب اليونانيون القدماء الحديث عن يوروس. يُعتقد أن زفير وبورياس كانا يقطنان معًا ضمن قصرٍ في تراقيا.
ومع ذلك، ظهروا جميعًا في الأوديسة، وهم يقطنون في جزيرة إيوليا، حيث كلّف زيوس أيولوس مهمة حارس الرياح. يستقبل أيولوس أوديسيوس وطاقمه البائس، ويستضيفهم بلطافة مدة شهر. وحين افتراقهما، يعطي أيولوس أوديسيوس حقيبة تحتوي على جميع أنواع الرياح، باستثناء زفير نفسه، الذي أطلقه ليدفع سفينة الأوديسا بلطف إلى إيثاكا؛ فتح أفراد طاقم الأوديسا الحقيبة حماقةً منهم، معتقدين أنها تحتوي على بعض الكنوز، فأطلقوا بذلك سراح جميع أنواع الرياح الأخرى أيضًا، ما أدى إلى عودة السفن إلى جزيرة أيوليا. بعد سنوات عدة، وحين هجر أوديسيوس كاليبسو، أطلق إله البحر بوسيدون، في موجة غضب، سراح الرياح الأربعة لإحداث عاصفة وإثارة أمواج كبيرة من أجل إغراق الأوديسا في عباب البحر.
يرد في الإلياذة، أن إيريس تزور زوجها زفير في منزله وهو يتناول العشاء مع إخوته آلهة الريح لاستحضاره مع شقيقه بورياس، وذلك حتى ينفخوا في محرقة جنازة باتروكلس بعد وفاته، فقد صلّى أخيل من أجل مساعدة الآلهة عندما فشلت المحرقة في التوقد.
في ديونيسياكا، يعيش الأربعة مع والدهم آسترايوس؛ ويعزف زفير نغمات عذبة بواسطة آلة آولوس من أجل ديميتر عندما تقوم بزيارتهم.